# Ленд арт
Ленд арт (енгл. land art, дословно: земљана уметност) јесте један правац савремене уметности који се у Америци развијао шездесетих и седамдесетих година 20. века, као реакција на комерциализацију и извештаченост у уметности. Ова уметност напушта музеје и галерије и развија монументалне пројекте у слободном простору у природи. Инспирација за настанак ленд арта су концептуална уметност и минимализам.
Земаљска уметност је у великој мери повезана са Великом Британијом и Сједињеним Државама, али то укључује и примере из многих земаља. Као тренд, земаљска уметност је проширио границе уметности коришћеним материјалима и положајима дела. Коришћени материјали су често били материјали Земље, укључујући тло, стене, вегетацију и воду пронађене на лицу места, а места радова су често била удаљена од насељених центара. Иако понекад прилично неприступачна, фотодокументација се обично враћала у урбану уметничку галерију.
Забринутост уметничког покрета била је усредсређена на одбацивање комерцијализације уметничког стваралаштва и настајући ентузијазам еколошког покрета. Уметнички покрет се поклопио са популарношћу одбацивања урбаног живота и његовог парњака, ентузијазма за оно што је рурално. У ове склоности биле су укључене духовне чежње за планетом Земљом као домом човечанства.

## Термин
У САД је појам „earthworks” (земљани радови) употребљен на једној изложби у Галерији Виџинија у Њујорку 1968. године. У то је време је ова уметност постала платформа за теоретску и идеолошку измену мишљења. Ова продукција је интегрисана у пејзаж и користи природне процесе као ерозије и атмосферске утицаје ради стварања дела уметничког карактера.

## Форма
Током 1960-их и 1970-их, земаљска уметност је представљала израз протеста против „немилосрдне комерцијализације“ уметности у Америци. Током овог периода, експоненти земаљске уметности одбацили су музеј или галерију као окружење уметничке активности и развили монументалне пејзажне пројекте који су били ван домашаја традиционалне транспортне скулптуре и комерцијалног уметничког тржишта, иако је фотографска документација често представљена у нормалним галеријским просторима. Земаљска уметност је инспирисана минималном уметношћу и концептуалном уметношћу, али и модерним покретима као што су Де Стајл, кубизам, минимализам и рад Константина Бранкушија и Џозефа Бојса. Многи уметници повезани са земаљском уметношћу били су укључени у минималну уметност и концептуалну уметност. Дизајн Исамуа Ногучија из 1941. за Контурно игралиште у Њујорку понекад се тумачи као важно рано дело ленд арта, иако сам уметник никада није своје дело назвао „ленд арт“ већ једноставно „скулптуром“. Његов утицај на савремену земаљску уметност, пејзажну архитектуру и еколошку скулптуру је евидентан у многим радовима данас.
Алан Сонфист је користио алтернативни приступ раду са природом и културом враћајући историјску природу и одрживу уметност у Њујорк. Његово најинспиративније дело је Временски пејзаж, аутохтона шума коју је засадио у Њујорку. Такође је створио неколико других временских пејзажа широм света, као што су Кругови времена у Фиренци, Италија, који документују историјску употребу земље, а недавно и у Парку скулптура и музеју деКордова надомак Бостона. Према критичарки Барбари Роуз, која је писала за Artforum 1969. године, он се разочарао у комодификовање и изолованост галеријске уметности. Године 1967, ликовна критичарка Грејс Глук, која је писала у Њујорк тајмсу, прогласила је прве земаљске радове Дагласа Лајхтера и Ричарда Сабе у Школи сликарства и вајања Скоухеган. Изненадна појава земаљске уметности 1968. године може се лоцирати као одговор генерације уметника, углавном у касним двадесетим годинама, на појачани политички активизам године и настајање покрета за заштиту животне средине и ослобађања жена. Један пример земаљске уметности у 20. веку била је групна изложба под називом „Earthworks“ настала 1968. у Дван галерији у Њујорку.
Можда најпознатији уметник који је радио у овом жанру био је Роберт Смитсон, чији је есеј из 1968. „Седиментација ума: Земљини пројекти” пружио критички оквир за покрет као реакцију на одвајање модернизма од друштвених питања која је представљао критичар Клемент Гринберг. Његово најпознатије дело, а вероватно и најпознатије дело целе земаљске уметности, је Спирална брана (1970), за који је Смитсон распоредио стене, земљу и алге тако да формира дугачак (1.500 ft (460 m)) спирални насип који задире у Велико слано језеро у северној Јути, САД. Колико је конструкције, ако је има, видљиво зависи од променљивог нивоа воде. Од свог настанка, дело је било потпуно прекривено, а затим поново откривено, водом. Управитељ уметничких дела у сарадњи са Диа фондацијом, Музеј лепих уметности у Јути редовно уређује програме око Спирале бране, укључујући програм „Породични руксаци“. Смитсоново Шљунчано огледало са пукотинама и прашином (1968) је пример земаљске уметности који постоји у галеријском простору, а не у природном окружењу. Састоји се од гомиле шљунка поред делимично пресликаног зида галерије. У својој једноставности форме и концентрацији на саме материјале, ово и друга дела земаљске уметности имају афинитет са минимализмом. Постоји и однос према Арте повери у употреби материјала који се традиционално сматрају „неуметничким“ или „безвредним“. Италијан Германо Селант, оснивач Арте Повере, био је један од првих кустоса који је промовисао земаљску уметност.
„Копенски уметници“ су обично били Американци. Турел је почео да ради 1972. на вероватно највећем делу земаљске уметности до сада, преобликујући земљу која окружује угашени вулкан Роден Кратер у Аризони. Можда су најистакнутији неамерички земни уметници Британац Крис Друри, Енди Голдсворти, Ричард Лонг и Аустралијанац Ендрју Роџерс. Године 1973, Јацек Тилицки почиње да поставља празна платна или листове папира у природном окружењу како би природа стварала уметност.
Неки пројекти уметника Кристо и Жан-Клод (који су познати по умотавању споменика, зграда и пејзажа у тканину) неки су такође сматрали земаљском уметношћу, иако сами уметници то сматрају нетачним. Концепт „социјалне скулптуре” Џозефа Бојса утицао је на земаљску уметност, а његов пројекат *7000 Храстови* из 1982. за садњу 7.000 храстова има много сличности са процесима земаљске уметности. Роџерсов пројекат „Ритмови живота” је највећи савремени подухват земаљске уметности на свету, који формира ланац камених скулптура, или геоглифа, широм света – 12 локација – на различитим егзотичним локацијама (од испод нивоа мора и до надморских висина од 4.300 m/14,107 ft). До три геоглифа (величине до 40.000 квадратних метара/430.560 квадратних стопа) налазе се на свакој локацији.
Земаљски уметници у Америци углавном су се ослањали на богате мецене и приватне фондације да финансирају своје често скупе пројекте. Са изненадним економским падом средином 1970-их, средства из ових извора су углавном пресушила. Са смрћу Роберта Смитсона у авионској несрећи 1973. године, покрет је изгубио једну од својих најважнијих личности и избледио је. Чарлс Рос наставља да ради на пројекту Звездане осовине, који је започео 1971. године. Мајкл Хајзер је 2022. завршио свој рад на Ситију, а Џејмс Тарел наставља да ради на пројекту Роден кратера. У већини аспеката, земаљска уметнсот је постала део главних токова јавне уметности и у многим случајевима се термин земаљска уметност злоупотребљава за означавање било које врсте уметности у природи, иако концептуално није повезана са авангардним делима пионира земаљске уметности.

## Катектеристике дела
Дела ленд-арта су по својим димензијама огромна и често су изискивала велике радове, и не могу се излагати у галеријама и музејима јер нису транспортабилна те су се за изложбе неретко користили материјали који су снимљени као фотографије, видео или филмски снимци. Тај ко је желео да види ова дела морао је да оде до њих. Ова дела се не излажу у парковима и пејзажу и она не употребљавају пејзаже као позадину у коју се уклапају већ сама постају пејзажи. Ова дела су димензија које се мере и у километрима и Михаел Хајзер је своје дело „Duble Negative” радио помоћу динамита и помоћу багера. Уметници ленд- арта су били спонзорисани за своје скупе пројекте од стране приватних фондација. У Европској уметности ленд- арта у седамдесетим годинама он се оријентише на еколошке основе, те су у складу са схватањима о заштити природне околине и многа дела која се сматрају изразима ове уметности у основи се разликују од дела пионира америчког ленд- арта и настају као декоративни променљиви објекти у природи.
Важан је утицај природе на уметничка дела ове уметности. Честе промене временских прилика и промене употребљеног материјала утичу на уметничка дела и настају динамичност и процеси те је документација помоћу фотографија јако значајна за праћење ових дуготрајних процеса.

## Неки од уметника ланд-арта
- Роберт Смитсон
- Роберт Морис
- Кристо & Жан- Клод
- Јунихи Какизаки
- Ричард Лонг
- Ана Мендијета
- Денис Опенхајм
- Михаел Хајзер
- Хиракава Сигеко
- Димитри Ксенакис